# Antistrophe curtisii
Antistrophe curtisii är en viveväxtart som beskrevs av George King och Gamble. Antistrophe curtisii ingår i släktet Antistrophe och familjen viveväxter. Inga underarter finns listade i Catalogue of Life.